# Sellum
Sellum, Shallum o Salum fue un rey de Israel que ocupó el trono en el año 752 a. c..
Era hijo de un hombre llamado Jabes. En el sexto mes del reinado de Zacarías, Sellum conspiró contra él, lo asesinó en Yibleam y se proclamó rey. La Biblia resume muy sucintamente su reinado (2 Reyes, 15:13-15). Al mes de estar en el trono, un sujeto llamado Menajem se rebeló contra él en Tirsá, entró en Samaria, lo asesinó y ciñó la corona israelita.